# Agresle

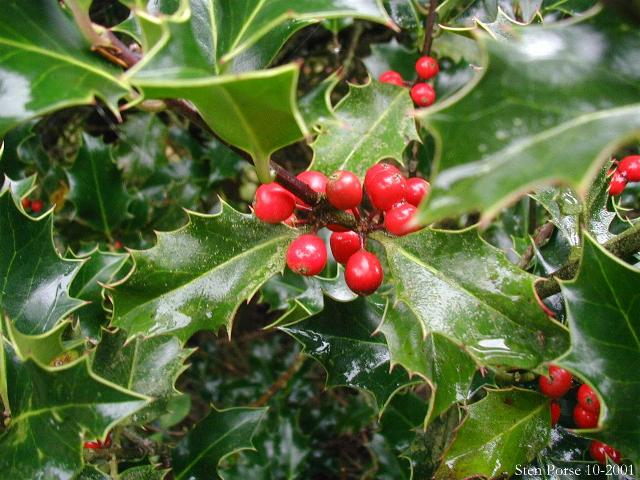
Agresle ou agreule, le houx.

Agresle est une variante du mot agreule, qui désigne le houx dans le parler brionnais du canton de Chauffailles.
On le trouve comme toponyme, sous la forme d'un pluriel : Les Agresles, lieu-dit de la commune française de Saint-Igny-de-Vers, dans le département du Rhône.